# 1785
| [ Edytuj tabelę ]                  | |
| Król Polski                        | - 1764 Stanisław August Poniatowski 1795                                                            |
| Emir Afganistanu                   | - 1772 Timur Szah Durrani 1793                                                                      |
| Współksiążęta Andory               | - 1785 Josep de Boltas 1795 - 1774 Ludwik XVI 1792                                                  |
| Elektor Bawarii                    | - 1777 Karol Teodor 1799                                                                            |
| Sułtan Brunei                      | - 1762 Omar Ali Saifuddin I 1795                                                                    |
| Cesarz Chin                        | - 1735 Qianlong 1796                                                                                |
| Król Czech                         | - 1780 Józef II Habsburg 1790                                                                       |
| Król Danii                         | - 1766 Chrystian VII 1808                                                                           |
| Dalajlama                          | - 1758 Jamphel Gjaco 1804                                                                           |
| Król Francji                       | - 1774 Ludwik XVI 1792                                                                              |
| Król Gruzji                        | - 1762 Herakliusz II 1798                                                                           |
| Król Hiszpanii                     | - 1759 Karol III 1788                                                                               |
| Landgraf Hesji-Kassel              | - 1760 Fryderyk II Heski 1785                                                                       |
| Stadhouder Holandii                | - 1751 Wilhelm V Orański 1795                                                                       |
| Szach Iranu                        | - 1782 Ali Murad Chan 1785 - 1785 Dżafar Chan 1789                                                  |
| Państwo Wielkich Mogołów           | - 1759 Shah Alam II 1806                                                                            |
| Król Irlandii                      | - 1760 Jerzy III Hanowerski 1820                                                                    |
| Cesarz Japonii                     | - 1779 Kōkaku 1817                                                                                  |
| Kalif                              | - 1773 Abdülhamid I 1789                                                                            |
| Prezydent Kongresu Kontynentalnego | - 1784 Richard Henry Lee 1785 - 1785 John Hancock 1786                                              |
| Patriarcha Konstantynopola         | - 1780 Gabriel IV 1785 - 1785 Prokopiusz I 1789                                                     |
| Władca Korei                       | - 1776 Chŏngjo 1800                                                                                 |
| Książę Kurlandii i Semigalii       | - 1769 Piotr Biron 1795                                                                             |
| Emir Kuwejtu                       | - 1762 Abd Allah I 1814                                                                             |
| Książę Liechtensteinu              | - 1781 Alojzy I 1805                                                                                |
| Sułtan Maroka                      | - 1757 Muhammad III 1790                                                                            |
| Książę Monako                      | - 1733 Honoriusz III 1793                                                                           |
| Król Nawarry                       | - 1774 Ludwik XVI 1791                                                                              |
| Król Nepalu                        | - 1777 Rana Bahadur 1799                                                                            |
| Król Norwegii                      | - 1784 Fryderyk VI 1814                                                                             |
| Sułtan Omanu                       | - 1783 Sa’id ibn Ahmad 1786                                                                         |
| Elektor Palatynatu                 | - 1742 Karol IV Teodor 1799                                                                         |
| Papież                             | - 1775 Pius VI 1799                                                                                 |
| Książę Parmy i Piacenzy            | - 1765 Ferdynand 1802                                                                               |
| Król Portugalii                    | - 1777 Maria I 1816 - 1777 Piotr III (król iure uxoris) 1786                                        |
| Król Prus                          | - 1772 Fryderyk II Wielki 1786                                                                      |
| Car Rosji                          | - 1762 Katarzyna II Wielka 1796                                                                     |
| Cesarz Rzymski (niemiecki)         | - 1765 Józef II Habsburg 1790                                                                       |
| Kapitanowie Regenci San Marino     | - 1784 Francesco Manenti Marino Francesconi 1785 - 1785 Marino Giangi Giovanni Antonio Malpeli 1785 |
| Elektor Saksonii                   | - 1763 Fryderyk August III 1806                                                                     |
| Król Sardynii                      | - 1773 Wiktor Amadeusz III 1796                                                                     |
| Król Szwecji                       | - 1771 Gustaw III 1792                                                                              |
| Król Tajlandii                     | - 1782 Buddha Yodfa Chulalok 1809                                                                   |
| Sułtan Turków                      | - 1774 Abdülhamid I 1789                                                                            |
| Doża Wenecji                       | - 1779 Paolo Renier 1789                                                                            |
| Król Węgier                        | - 1780 Józef II 1790                                                                                |
| Monarcha Wielkiej Brytanii         | - 1760 Jerzy III 1820                                                                               |
| Premier Wielkiej Brytanii          | - 1783 William Pitt Młodszy 1801                                                                    |
| Cesarz Wietnamu                    | - 1778 Thái Đức 1788                                                                                |

Rok 1785 / MDCCLXXXV
stulecia: XVII wiek ~
XVIII wiek ~
XIX wiek

lata: 1775 «
1780 «
1781 «
1782 «
1783 «
1784 «
1785
» 1786
» 1787
» 1788
» 1789
» 1790
» 1795

## Wydarzenia w Polsce
- 22 lutego – podpisano konwencję między Prusami a miastem Gdańskiem, ograniczającą dotychczasową pozycję Gdańska w dziedzinie handlu.
- 27 września – w pobliżu Dębek zatonął brytyjski statek „General Carleton”.

- Walerian Dzieduszycki, ziemianin z południowo-wschodnich kresów Rzeczypospolitej, podjął wyprawę Dniestrem mającą na celu zbadanie stopnia spławności tej rzeki i ocenę jej przydatności jako drogi handlowej. Został za to uhonorowany Orderem św. Stanisława.
- Prot Potocki został kierownikiem Kompanii Handlu Czarnomorskiego, spółki akcyjnej, której był współzałożycielem.
- W Wilnie została wydana książka Hieronima Stroynowskiego zatytułowana Nauka prawa przyrodzonego, politycznego, ekonomiki polityczney y prawa narodów.

## Wydarzenia na świecie
- 7 stycznia – Francuz Jean-Pierre Blanchard i Amerykanin dr John Jeffries po raz pierwszy przelecieli nad kanałem La Manche balonem (start w Dover, lądowanie w pobliżu francuskiego Guines).
- 27 stycznia – uchwalono statut Uniwersytetu Georgii.
- 10 marca – późniejszy prezydent Thomas Jefferson został amerykańskim ambasadorem we Francji.
- 8 maja – przyszły król Portugalii Jan IV ożenił się z infantką hiszpańską Karoliną Joachimą Burbon.
- Maj – ambasador USA Thomas Jefferson wynajął Hotel de Langeac jako swą przyszłą siedzibę, za sumę 7 500 liwrów rocznie.
- 15 czerwca – w katastrofie balonu podczas próby przelotu przez kanał La Manche zginął francuski pionier aeronautyki Jean-François Pilâtre de Rozier.
- 6 lipca – dolar amerykański został oficjalną jednostką pieniężną USA.
- Lato – Fryderyk II Wielki podpisał traktat handlowy z USA. Nie miał wielkiego znaczenia ekonomicznego, lecz wyrwał USA z izolacji.
- 11 grudnia – cesarz Józef II Habsburg wydał patent legalizujący loże masońskie i zarazem ograniczający ich ilość oraz poddający je kontroli policyjnej.
- W Japonii wydano drukiem 2 dzieła: Bankoku-zuzetso (Ilustrowany opis świata) i Komo-zatsuwa (Różne opowieści o Holendrach).
- Francuski chemik Antoine Lavoisier przeprowadził eksperyment skroplenia pary wodnej, podczas którego wykazał, że woda składa się z wodoru i tlenu.
- stłumienie powstania antyfeudalnego w Siedmiogrodzie

## Urodzili się
- 1 stycznia – John Oxley, angielski żeglarz i urzędnik kolonialny, podróżnik i odkrywca we wschodniej Australii (zm. 1828)
- 4 stycznia – Jacob Ludwig Karl Grimm, bajkopisarz niemiecki (zm. 1863)
- 10 lutego – Claude-Louis Navier, francuski inżynier i fizyk, który głównie specjalizował się w mechanice (zm. 1836)
- 6 marca – Karol Kurpiński, polski kompozytor (zm. 1857)
- 7 marca – Alessandro Manzoni, włoski pisarz, czołowy przedstawiciel włoskiego romantyzmu (zm. 1873)
- 22 marca – Adam Sedgwick, brytyjski geolog (zm. 1873)
- 4 kwietnia – Bettina von Arnim, niemiecka pisarka (zm. 1859)
- 26 kwietnia – John James Audubon, amerykański ornitolog, przyrodnik i malarz (zm. 1851)
- 29 kwietnia – Karl Drais, niemiecki wynalazca, twórca roweru, drezyny i maszynki do mielenia mięsa (zm. 1851)
- 6 maja – Antoni Blank, polski malarz historyczny, reprezentant warszawskiego klasycyzmu (zm. 1844)
- 20 lipca – Mahmud II, sułtan Imperium Osmańskiego (zm. 1839)
- 1 września - Philip Allen, amerykański polityk, senator ze stanu Rhode Island (zm. 1865)
- 17 października – Tadeusz Wolański, polski archeolog, autor hipotezy o słowiańskim pochodzeniu Etrusków (zm. 1865)
- 13 grudnia - Anna Milder-Hauptmann, austriacka śpiewaczka, sopran (zm. 1838)
- 22 grudnia – Adam Kasper Mierosławski, polski szlachcic, pułkownik powstania listopadowego (zm. 1837)

## Zmarli
- 6 stycznia – Haym Solomon, Żyd z Polski, bankier, wolnomularz, główny finansista rewolucji amerykańskiej (ur. 1740)
- 31 marca – Antoni Tyzenhauz, polski polityk (ur. 1733)
- 15 czerwca – Jean-François Pilâtre de Rozier, francuski nauczyciel chemii i fizyki, jeden z pionierów lotów balonem (ur. 1754)
- 18 czerwca – Jarosław Śliwa, polski muzyk ludowy, dudziarz (ur. ok. 1690)

## Święta ruchome
- Tłusty czwartek: 3 lutego
- Ostatki: 8 lutego
- Popielec: 9 lutego
- Niedziela Palmowa: 20 marca
- Wielki Czwartek: 24 marca
- Wielki Piątek: 25 marca
- Wielka Sobota: 26 marca
- Wielkanoc: 27 marca
- Poniedziałek Wielkanocny:28 marca
- Wniebowstąpienie Pańskie: 5 maja
- Zesłanie Ducha Świętego: 15 maja
- Boże Ciało: 26 maja